# Aerolíneas Argentinas
Aerolíneas Argentinas (česky: Argentinské aerolinie, anglicky: Argentine Airlines) je největší argentinská letecká společnost, jde zároveň o vlajkovou leteckou společnost této země. Byla založena v roce 1949 smíšením dvou firem a svou činnost začala v roce 1950. Jde o státem vlastněnou aerolinii. Od roku 2012 je členem letecké aliance SkyTeam. Hlavní základnu má na letišti Jorgeho Newberyho v Buenos Aires, další základnu má na letišti Ezeiza. Společnost provozuje také regionální domestickou společnost Austral Líneas Aéreas. Samotné Argentinské aerolinie létaly v březnu 2017 do 58 destinací v Jižní a Severní Americe, Asii, Africe, Evropě a Oceánii. V roce 2014 přepravila tato společnost necelých 11 milionů cestujících.

## Flotila

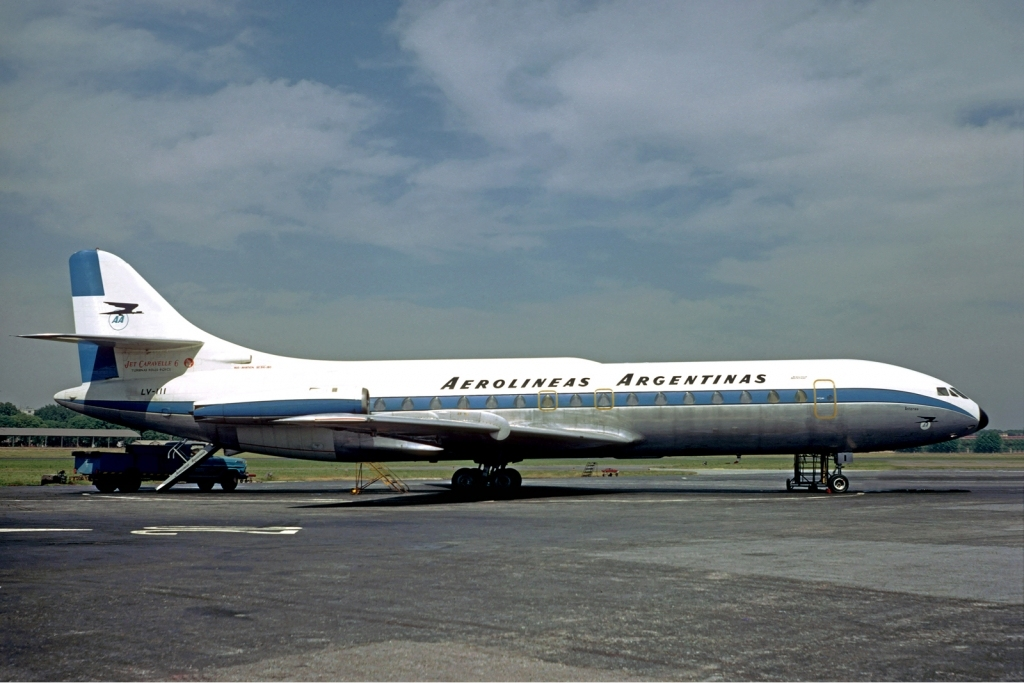
Letoun Sud Aviation Caravelle společnosti Aerolíneas Argentinas v roce 1973

Letadlová flotila Aerolíneas Argentinas v únoru 2017 čítala následující letadla průměrného stáří 8,1 let: